# Tundla Kham
Tundla Kham là một thị trấn thống kê (census town) của quận Firozabad thuộc bang Uttar Pradesh, Ấn Độ.

## Nhân khẩu
Theo điều tra dân số năm 2001 của Ấn Độ, Tundla Kham có dân số 5156 người. Phái nam chiếm 53% tổng số dân và phái nữ chiếm 47%. Tundla Kham có tỷ lệ 74% biết đọc biết viết, cao hơn tỷ lệ trung bình toàn quốc là 59,5%: tỷ lệ cho phái nam là 82%, và tỷ lệ cho phái nữ là 65%. Tại Tundla Kham, 15% dân số nhỏ hơn 6 tuổi.